# Kenneth Gilbert
Kenneth Gilbert (ur. 16 grudnia 1931 w Montrealu, zm. 16 kwietnia 2020) – kanadyjski klawesynista, organista, muzykolog i pedagog.

## Życiorys
Uczył się gry na organach u Conrada Letendre’a w Montrealu, następnie studiował w tamtejszym konserwatorium u Yvonne Hubert (fortepian) i Gabriela Cussona (kontrapunkt i harmonia). Studia ukończył w 1953 roku uzyskując Prix de Europe, która umożliwiła mu dalszą edukację w Paryżu u Nadii Boulanger (kompozycja), Gastona Litaize’a i Maurice’a Duruflé (organy). Kształcił się ponadto u Sylvii Spicket i Ruggero Gerlina w Sienie oraz u Gustava Leonhardta. Od 1955 do 1967 roku działał w Montrealu jako organista i chórmistrz. Koncertował też jako klawesynista i organista, początkowo w Ameryce Północnej, a od 1968 roku również w Europie. Był wykładowcą konserwatorium w Montrealu (1957–1974), Uniwersytetu McGilla (1964–1972) i Uniwersytetu Lavala w Québecu (1969–1976). Prowadził też kursy w konserwatoriach w Antwerpii i Haarlemie. Od 1988 roku był wykładowcą Mozarteum w Salzburgu i Konserwatorium Paryskiego. Oficer Orderu Kanady (1986) i członek Royal Society of Canada (1988). Odznaczony austriackim Krzyżem Honorowym I Klasy za Naukę i Sztukę (1999).
Ceniony jako wykonawca utworów klawesynowych francuskich kompozytorów XVII i XVIII wieku, grał na kopiach instrumentów z tego okresu, przywiązując wagę do zachowania autentyczności brzmienia i opierając się na gruntownej znajomości ówczesnej praktyki wykonawczej. Zajmował się także edytorstwem muzycznym, wydał wszystkie utwory klawesynowe François Couperina (4 tomy, 1969–1972), Domenica Scarlattiego (11 tomów, 1971–1984) i Jeana-Philippe’a Rameau (1979).